# Eduardo Favaro
Eduardo Jorge „Lolo” Favaro Carbajal (ur. 26 marca 1963 w Montevideo) – urugwajski piłkarz występujący na pozycji napastnika, trener piłkarski.